# Zyzzya invemar
Zyzzya invemar är en svampdjursart som beskrevs av van Soest, Zea och Kielman 1994. Zyzzya invemar ingår i släktet Zyzzya och familjen Acarnidae.
Artens utbredningsområde är havet utanför Colombia. Inga underarter finns listade i Catalogue of Life.